# Nyakitonto
Nyakitonto – miasto w zachodniej Tanzanii w regionie Kigoma. Liczy 62 317 mieszkańców.